# Lespedeza gerardiana
Lespedeza gerardiana är en ärtväxtart som beskrevs av Carl Maximowicz. Lespedeza gerardiana ingår i släktet Lespedeza och familjen ärtväxter. Inga underarter finns listade i Catalogue of Life.